# Parthénon de Nashville
Le Parthénon de Nashville (Nashville, Tennessee, États-Unis) est une réplique grandeur nature du Parthénon d'Athènes. 

## Histoire
Il fut construit en 1897 pour l'Exposition internationale du centenaire du Tennessee (en). Le choix de ce temple correspondait au surnom de Nashville, Athènes du Sud. Construit en briques, en plâtre et en lattes de bois, il abritait une exposition de 1 172 œuvres d'art. 
Très populaire, le pavillon n'est pas détruit après l'exposition internationale. Il souffre cependant de dégradations rapides. En 1920, la ville entreprend de le reconstruire avec des matériaux durables. Il est également décidé d'en faire une copie complète et conforme à celui d'Athènes, tant à l'intérieur qu'à l'extérieur. La nouvelle construction ouvre ses portes le 21 mai 1931.
Situé dans le Centennial Park, à l'ouest du centre-ville de Nashville, il est inscrit comme monument national au Registre national des lieux historiques.  

## Description
À l'intérieur se trouve une reproduction — qui toutefois n'est pas chryséléphantine — de la statue d'Athéna par Phidias, aujourd'hui perdue. Réalisée en 1990 par le sculpteur américain Alan LeQuire (en) avec un mélange de plâtre et de fibre de verre (recouvert par 8 lb (3,63 kg) de feuilles d'or), sur une armature d’acier et d’aluminium, cette Athéna Parthénos est alors la plus grande sculpture d'intérieur occidentale. Elle mesure 41,10 pieds (12,53 mètres). Sur sa main droite, Athéna tient la déesse grecque de la victoire, Niké, qui tient une couronne de lauriers. Elle mesure 6,4 pi (1,95 m).
Le bouclier d'Athéna mesure 15 pi (4,57 m) de diamètre. Orné de bas-reliefs, il relate la bataille entre les Grecs et les Amazones. Son centre représente la tête de Méduse, qui fut tranchée par Persée avec l'aide d'Athéna. L'intérieur du bouclier est peint et représente la bataille entre les dieux et les Titans. 
Le piédestal est orné d'une frise.
Le Parthénon abrite également un musée contenant 63 toiles s'échelonnant de 1765 à 1926 de peintres américains, toiles qui appartenaient à la collection de l'homme d'affaires James M. Cowan (1858-1930). On y retrouve notamment Benjamin West, Frederic Edwin Church, Albert Bierstadt, Sanford Robinson Gifford, Thomas Moran, Edwin Blashfield, Emil Carlsen, William Merritt Chase, Ernest Lawson, Francis Murphy, Elihu Vedder, Winslow Homer, James Carroll Beckwith, Ben Foster et Leonard Ochtman. De plus, une salle dédiée présente des expositions d'artistes contemporains.
Le site sert en été de toile de fond pour jouer des pièces de théâtre grec, telle Médée d'Euripide et Antigone de Sophocle.

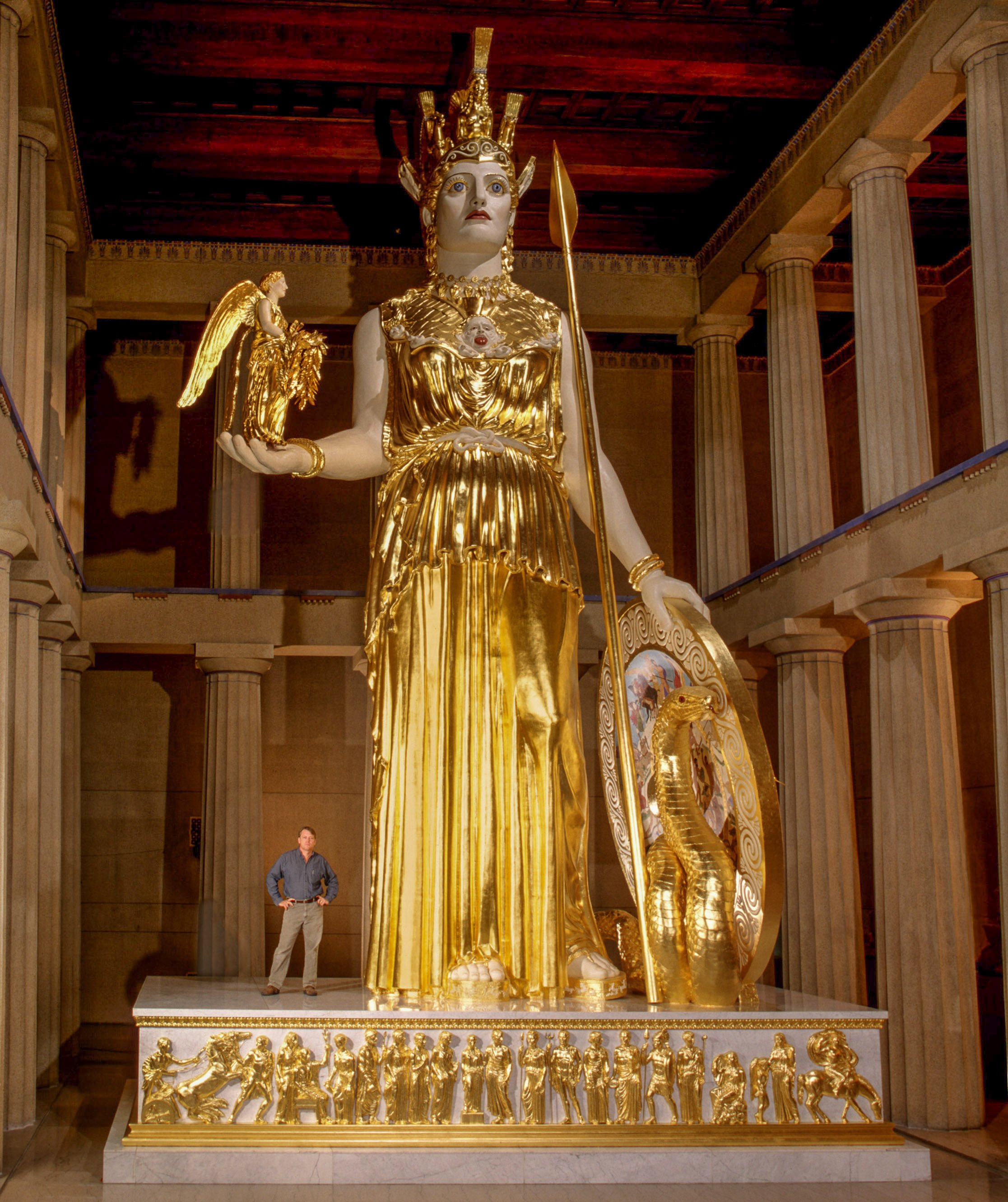
Statue d'Athéna Parthénos.
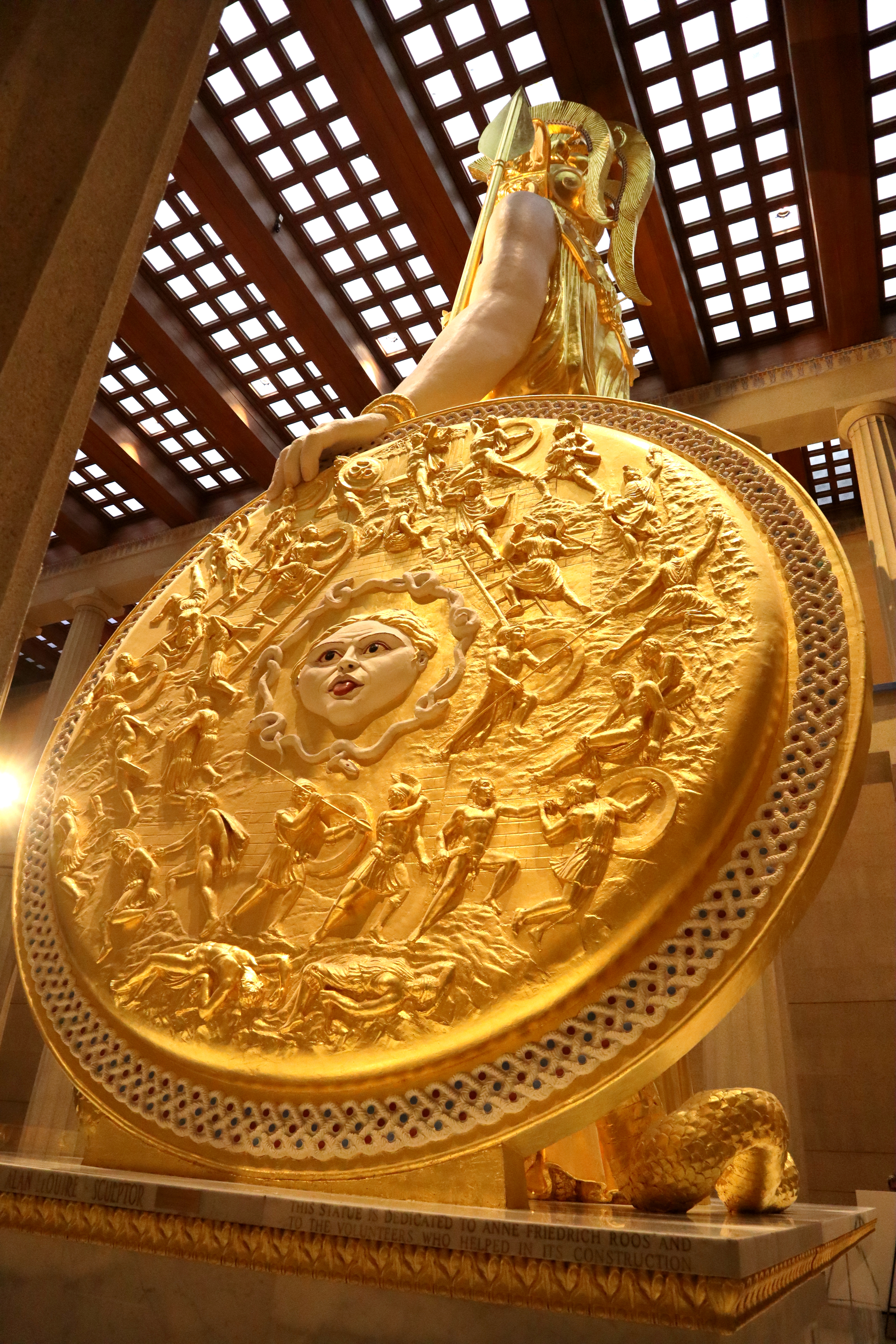
Bouclier avec tête de Méduse.
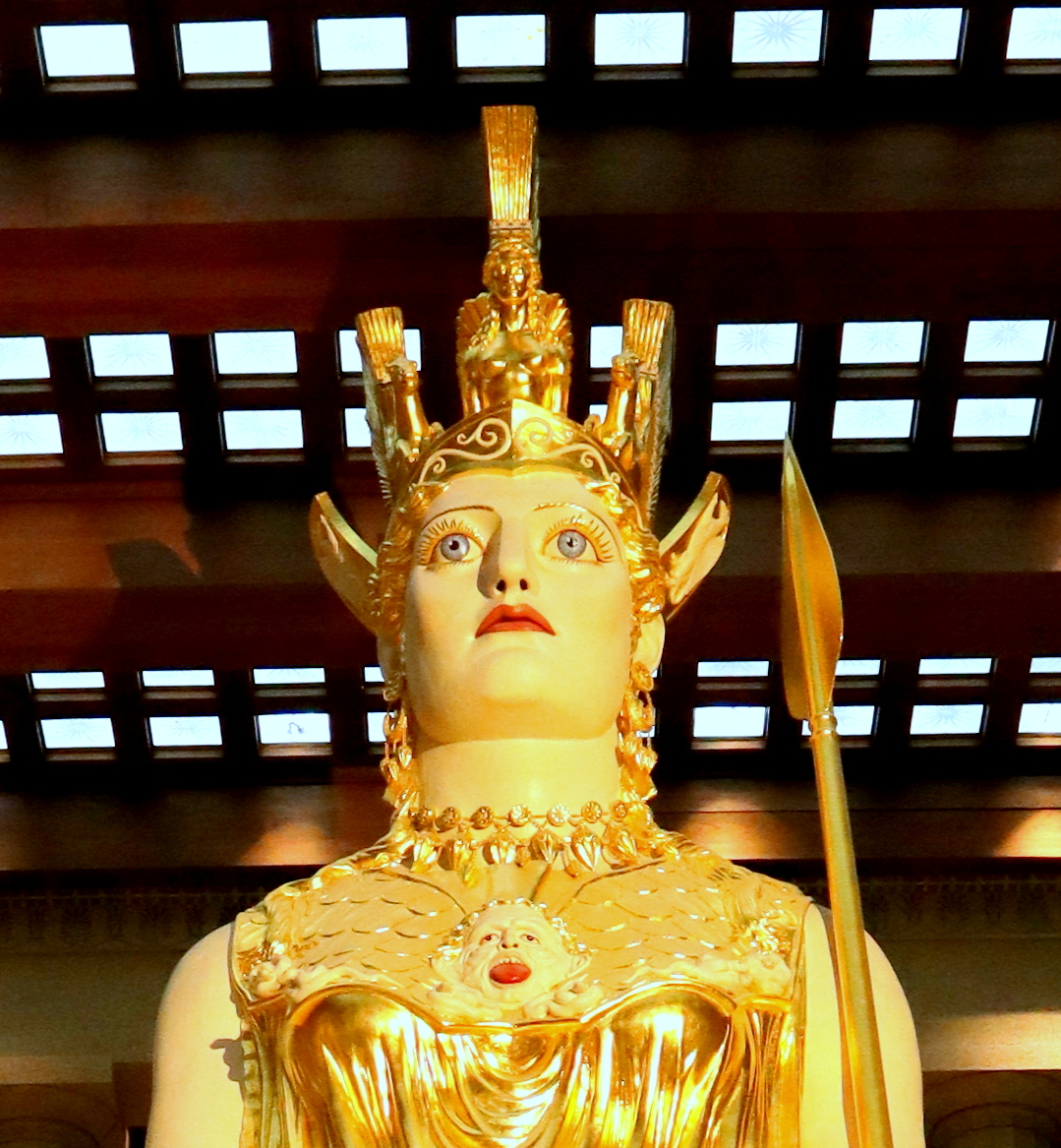
Tête d'Athéna.
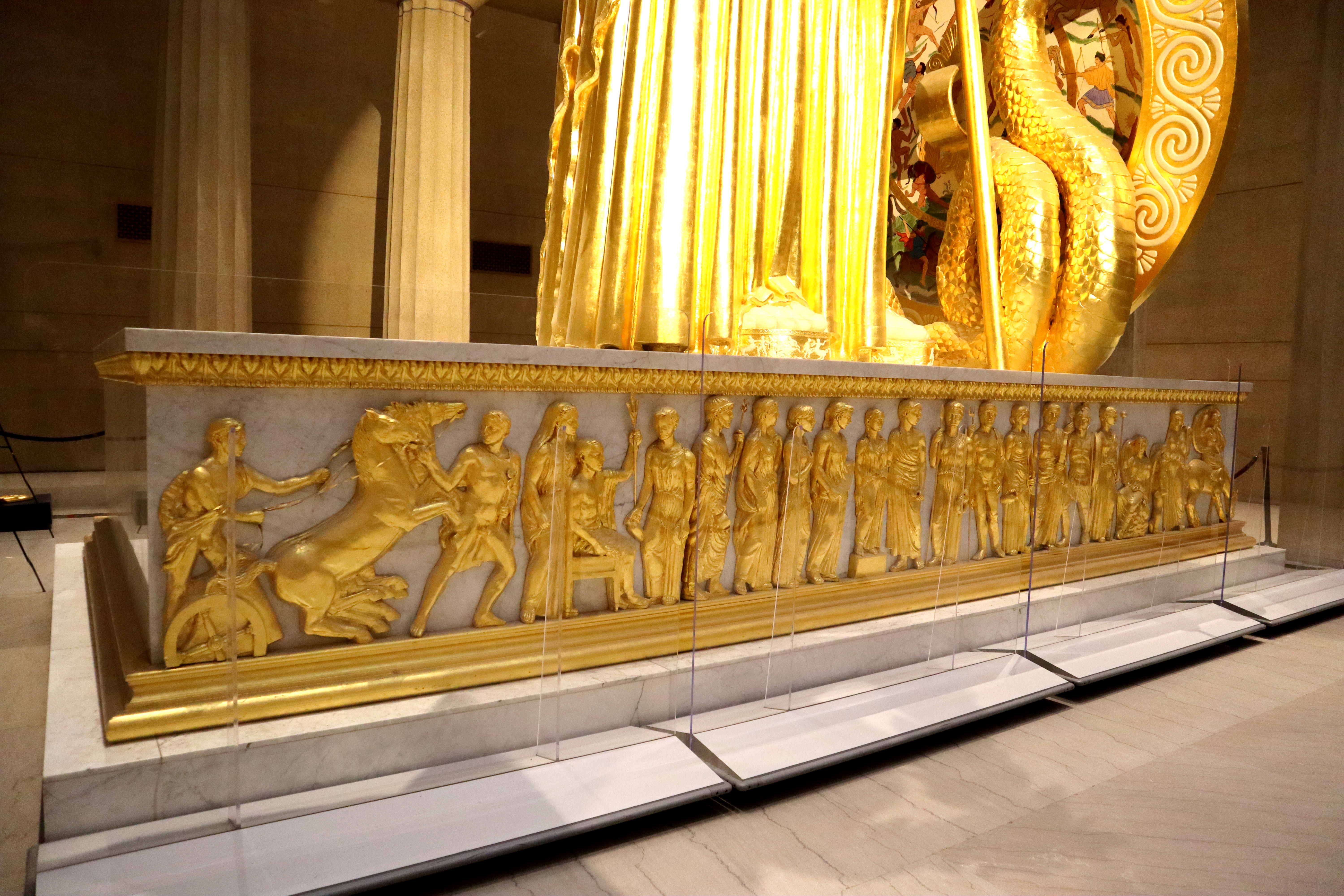
Frise du socle.
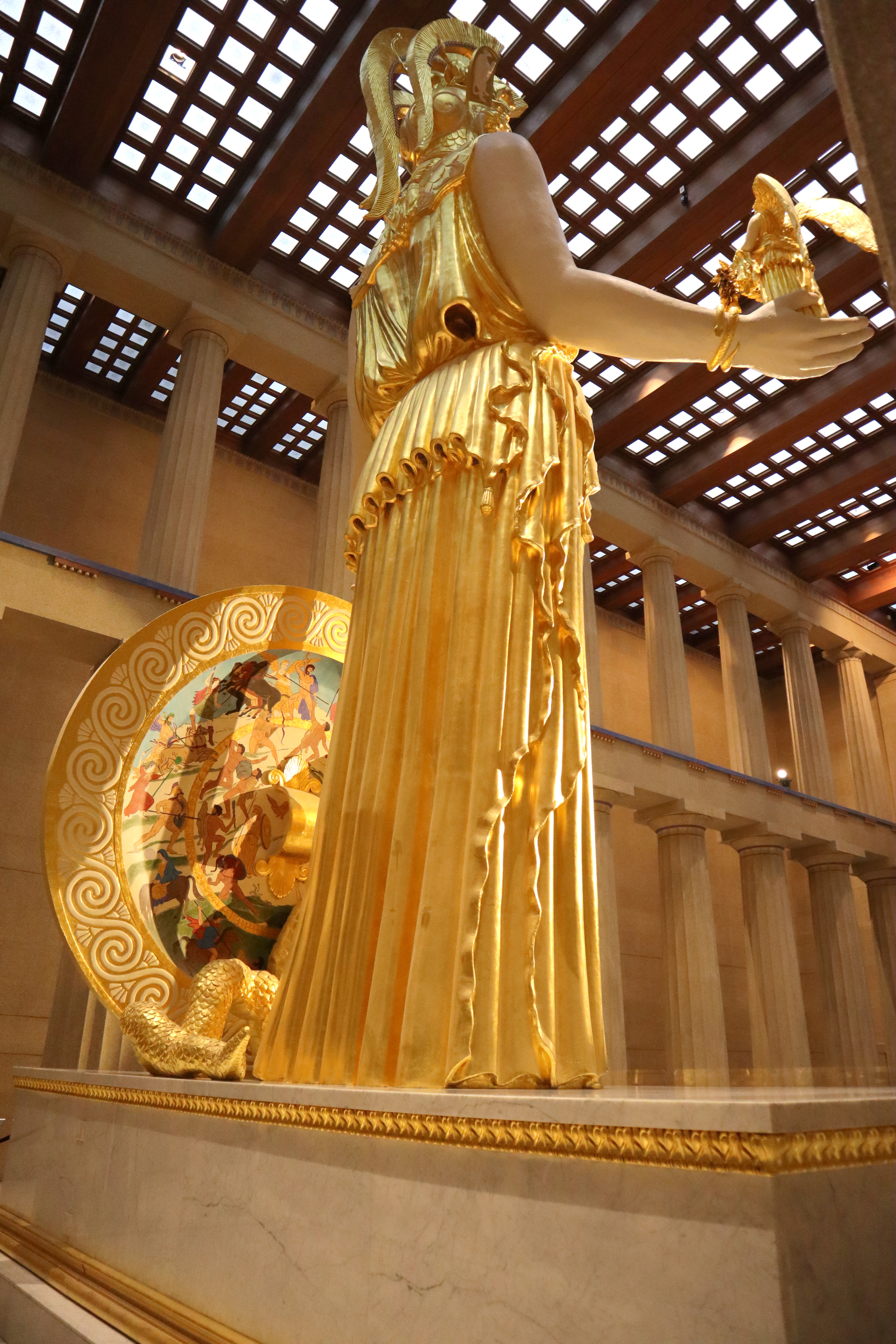
Intérieur du bouclier.
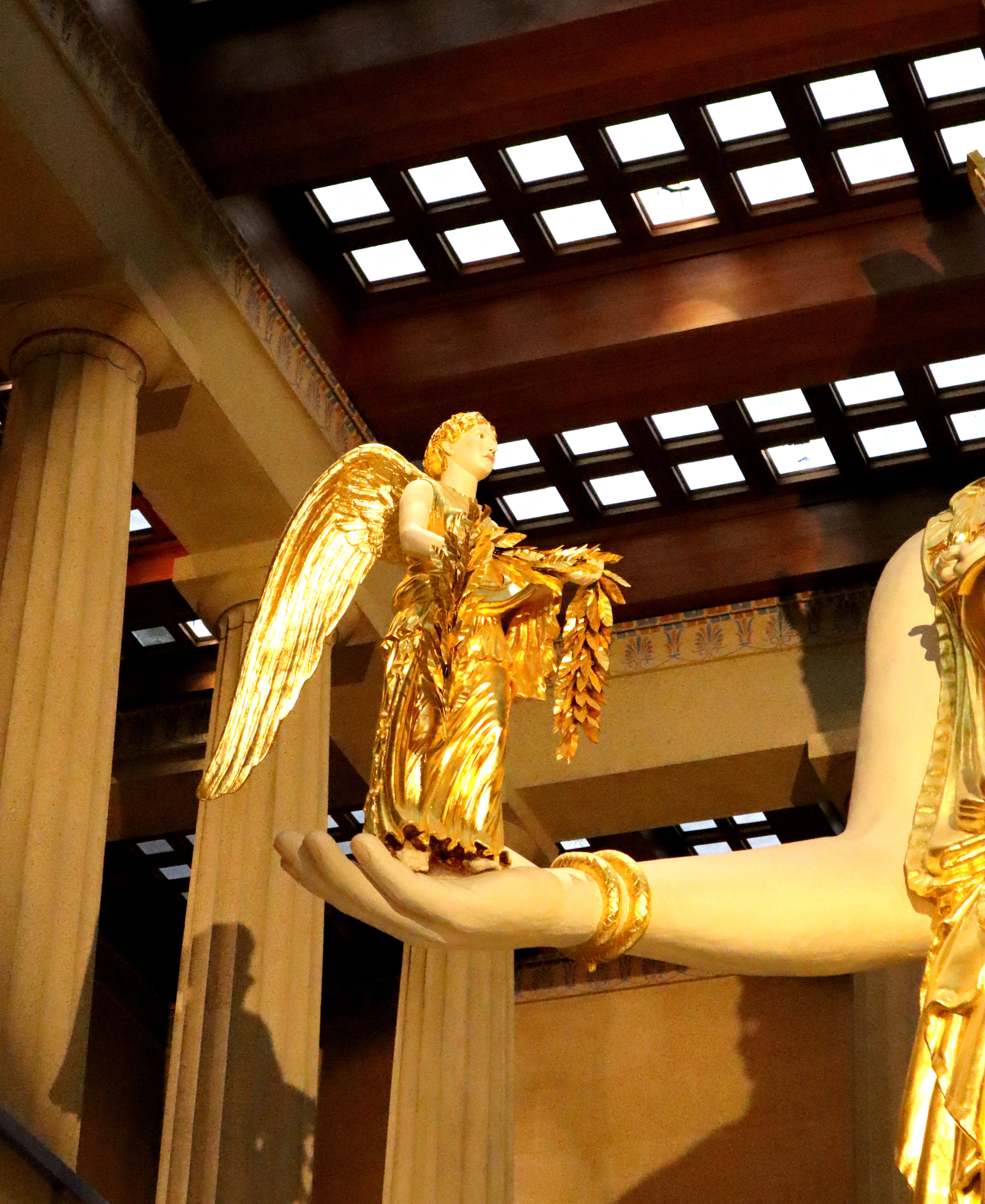
Déesse Niké.

Le vestibule ouest abrite une collection de moulages en plâtre réalisés par les sculpteurs Leopold Scholz et son épouse Belle Kinney, d'après les originaux rapportés à Londres par Thomas Bruce Elgin et conservés au British Museum. Ces moulages ont servi à la reconstitution des frontons du temple.
Les deux entrées du temple sont fermées par des portes en bronze. Conçues par l'architecte Russell Hart, elles incorporent des bas-reliefs des Sholz, représentant Athéna et Méduse. Elles mesurent 24 pieds (7,32 m) × 6,5 pieds (1,98 m) × 1 pied (0,3 m) et pèsent 16 534,7 lb (7 500,01 kg).

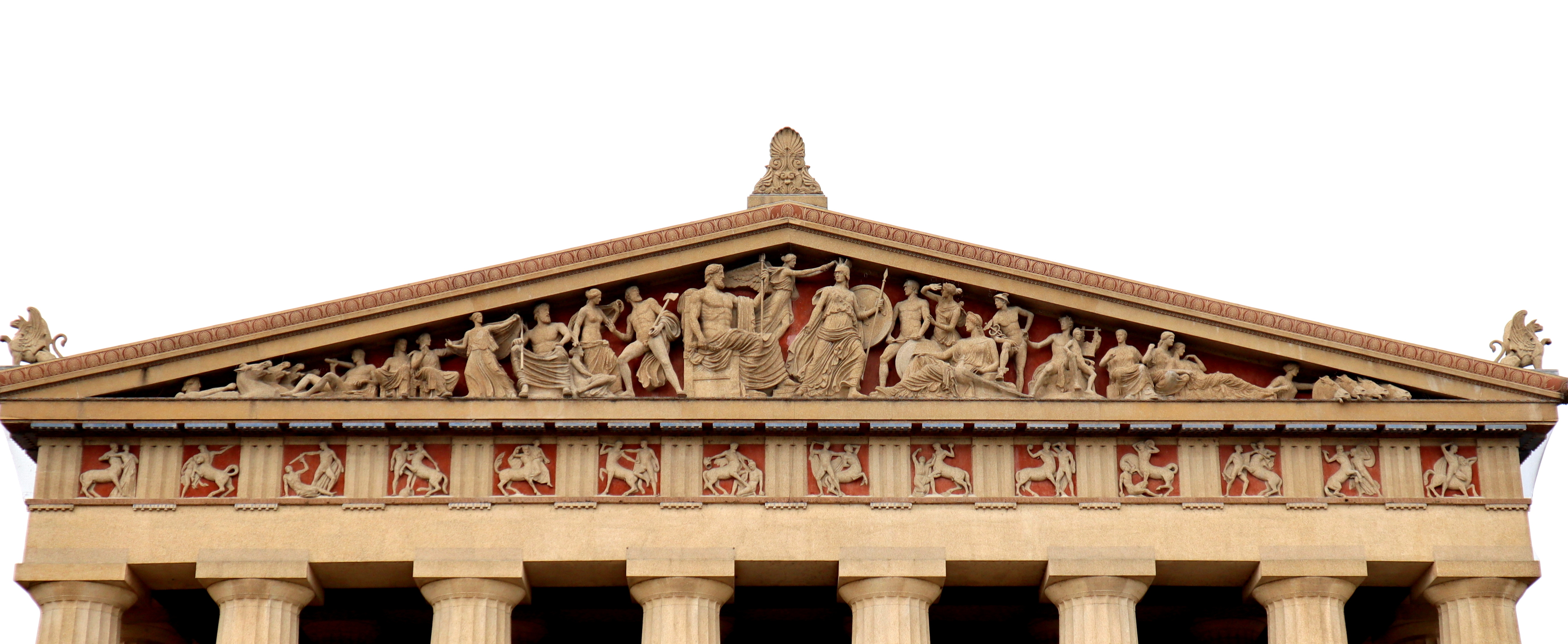
Fronton est.
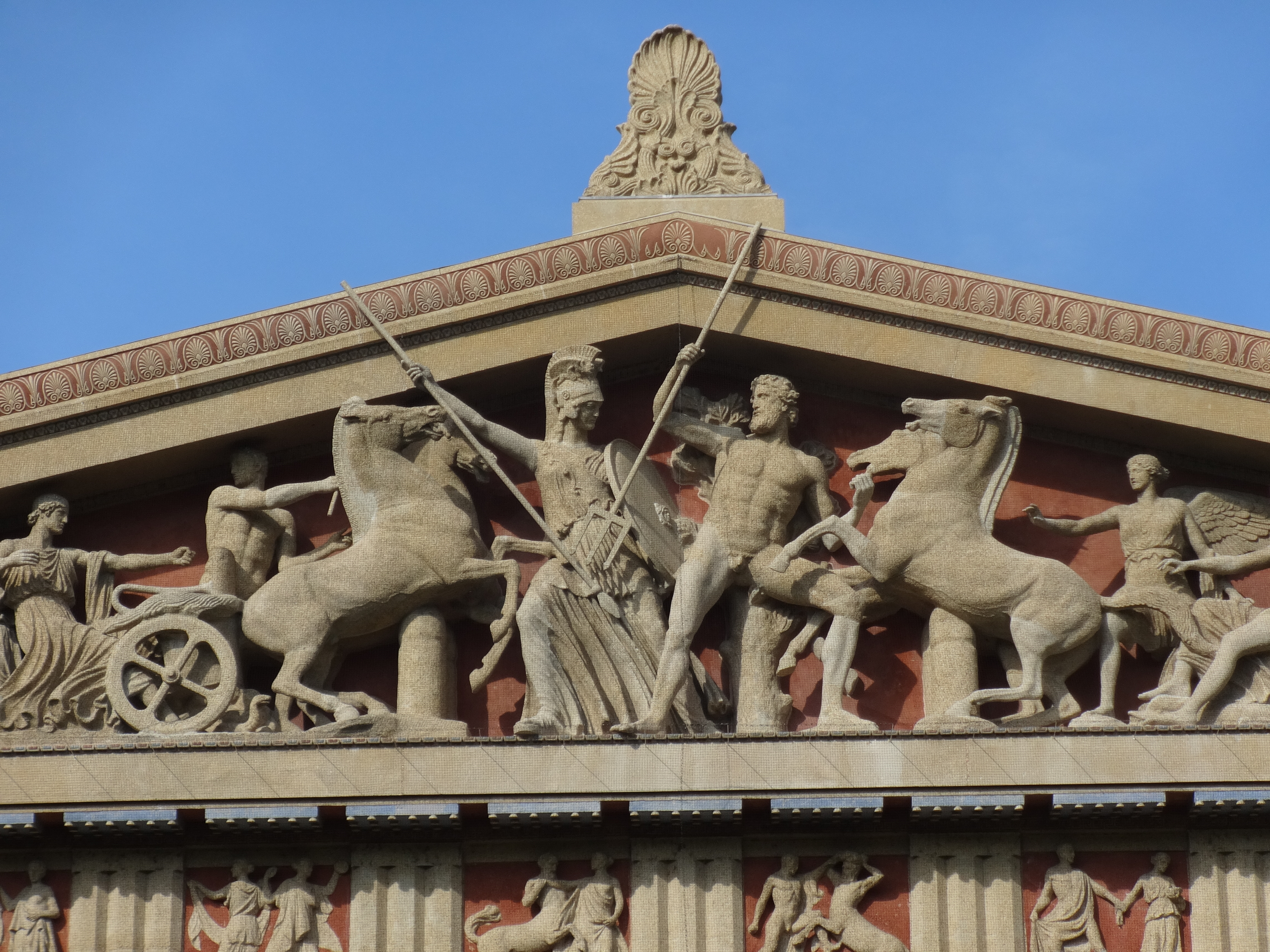
Fronton ouest.
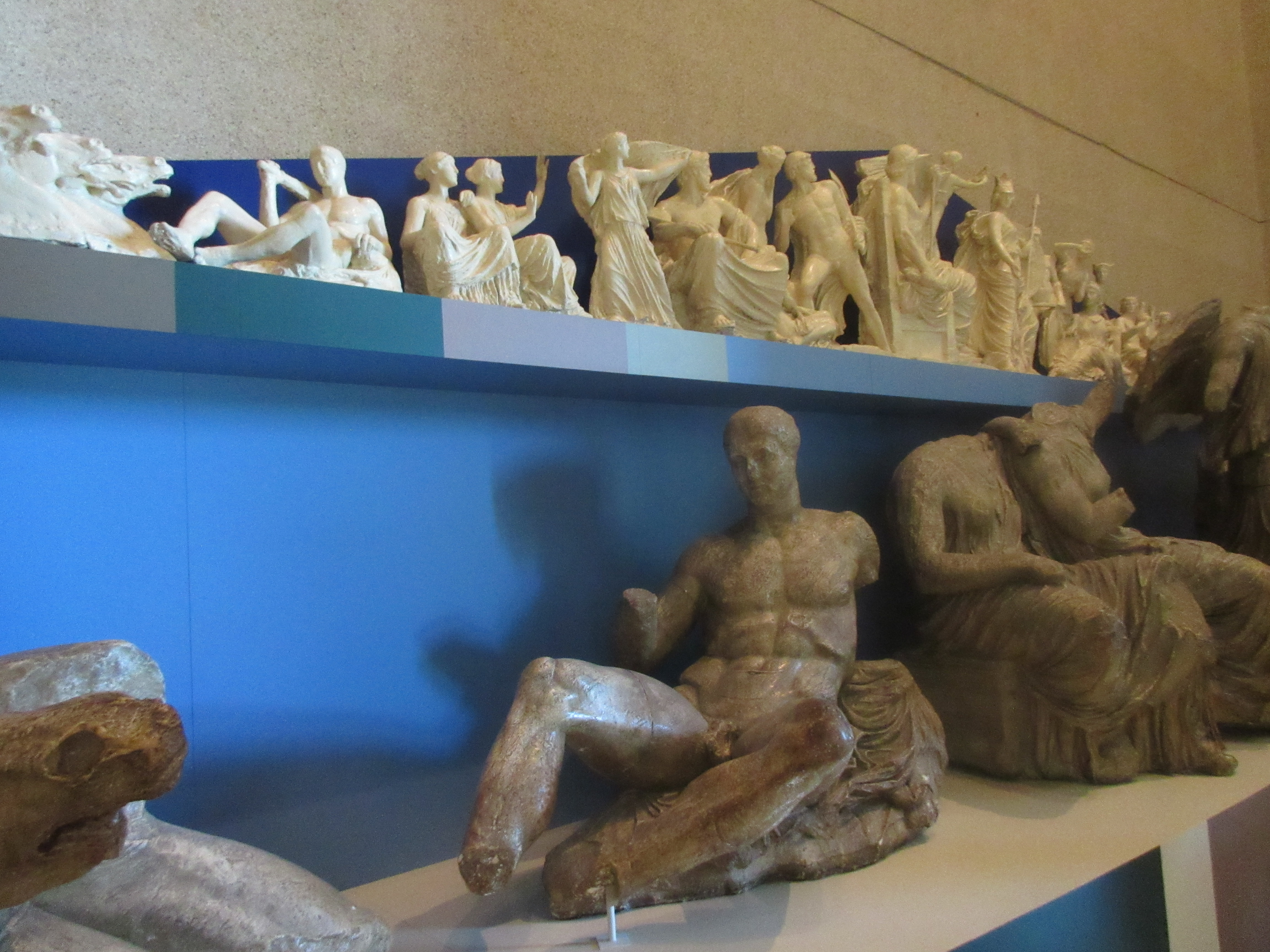
Moulages.
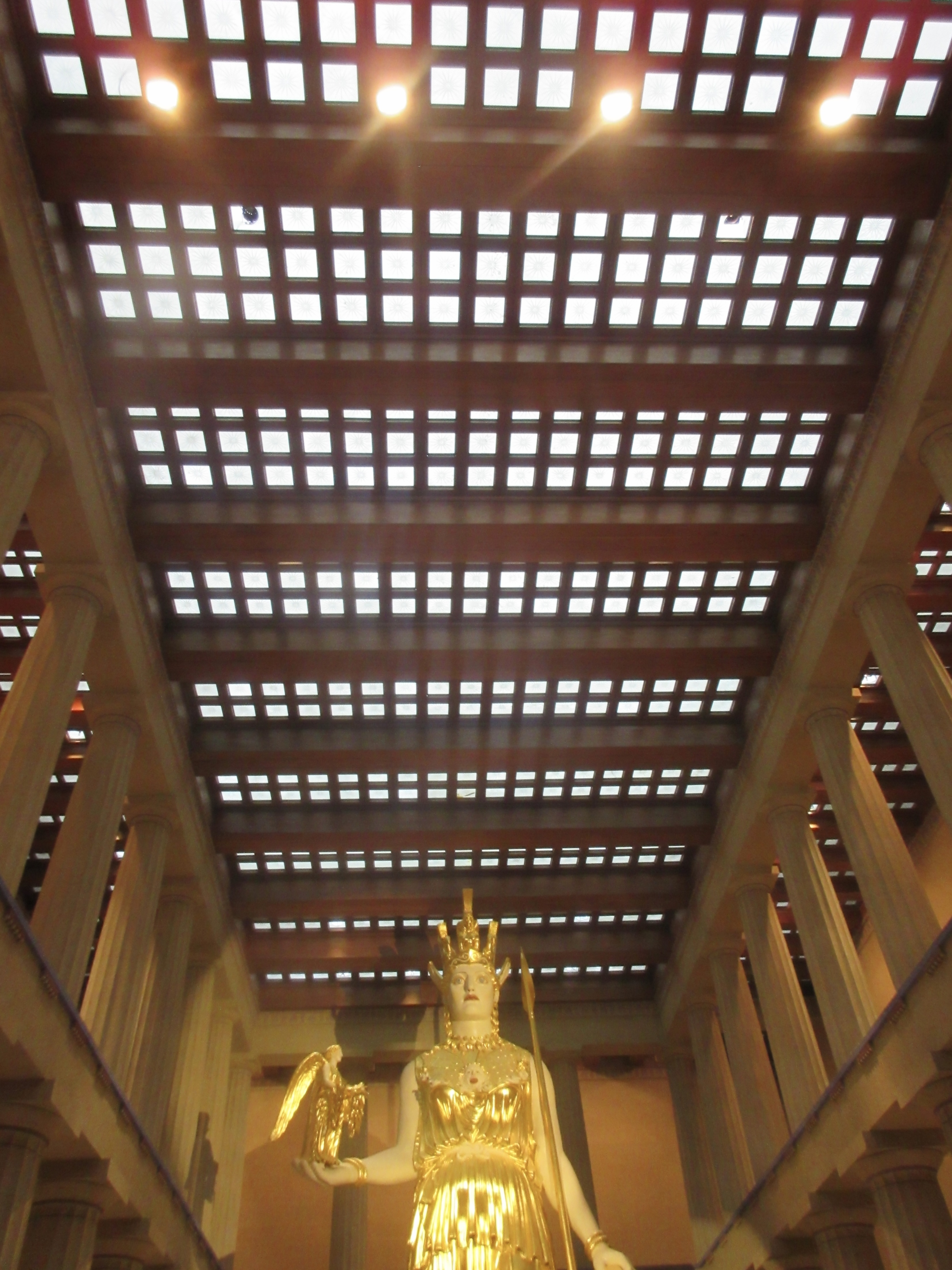
Plafond du naos.
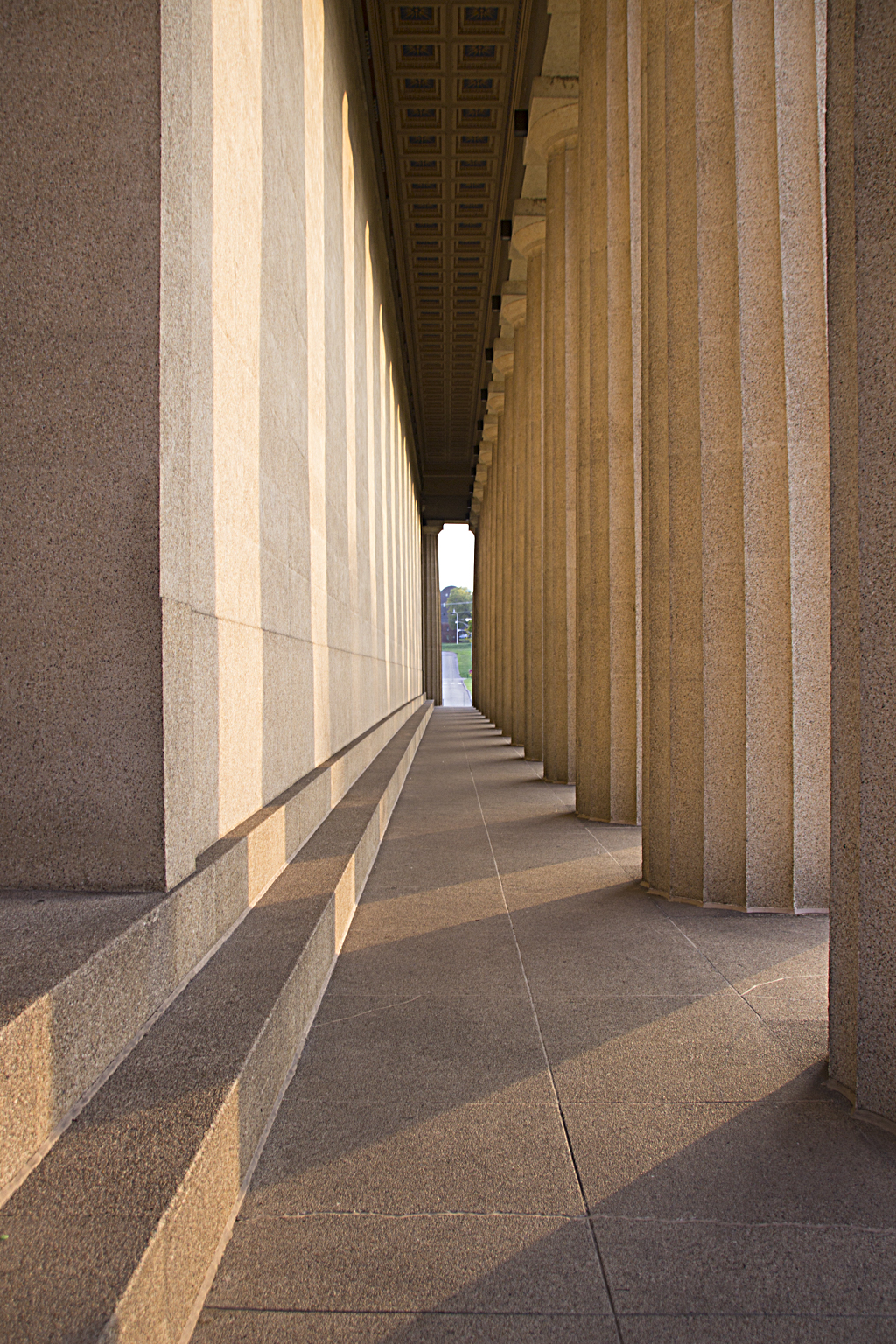
Colonnade.
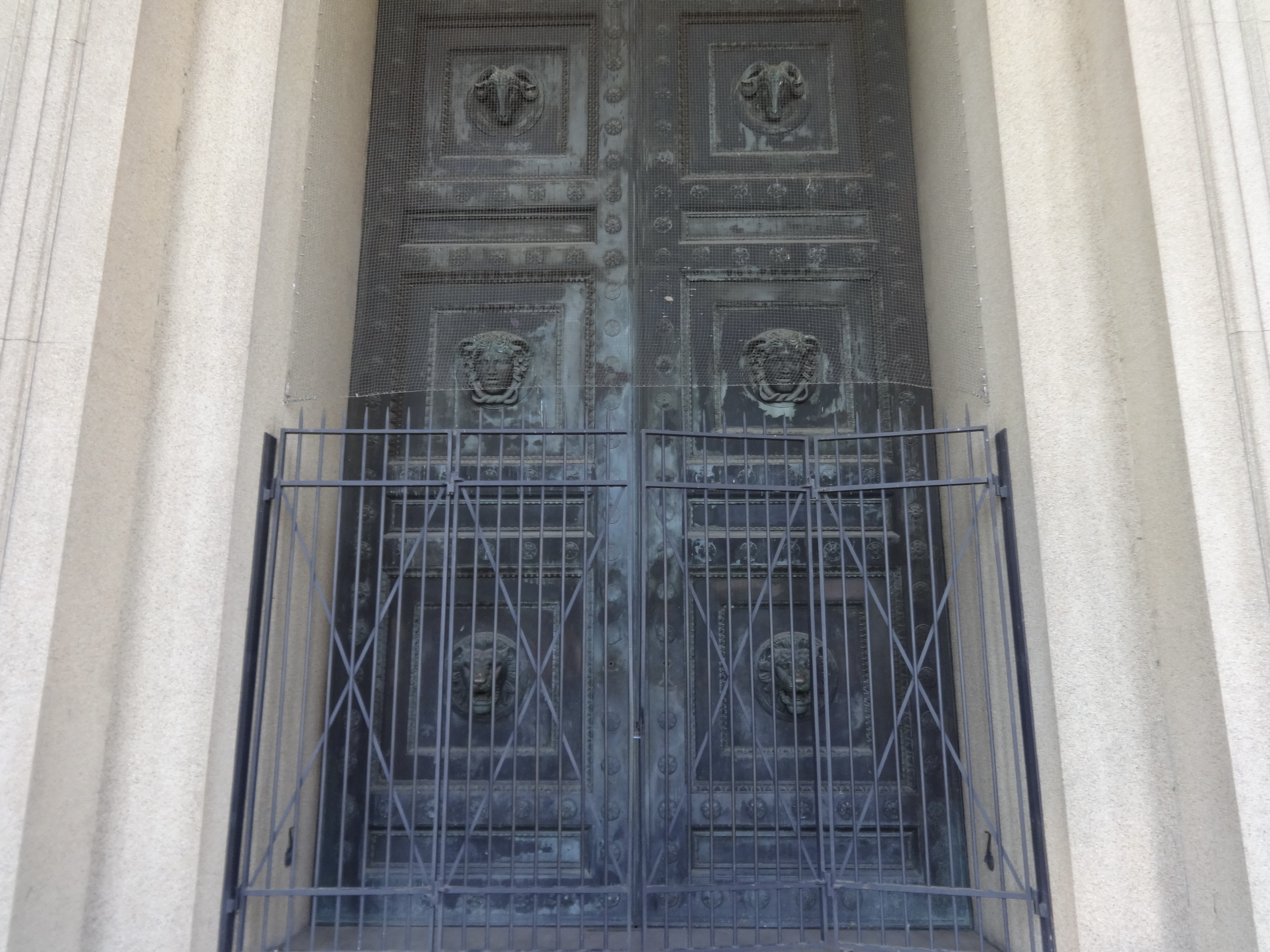
Portes (extérieur).
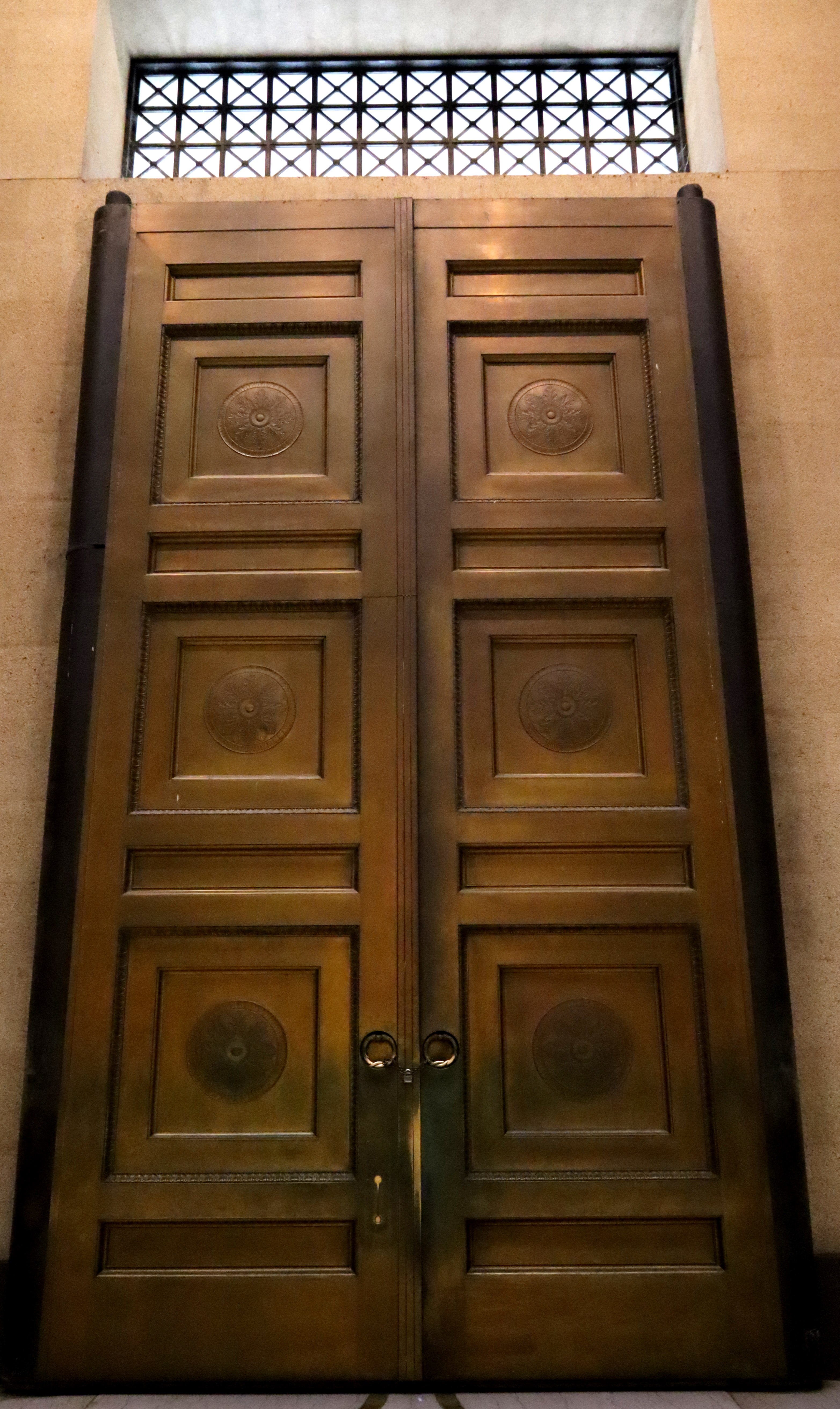
Portes (intérieur).